# Robert Craft
Pour les articles homonymes, voir Craft.
Robert Craft, né le 20 octobre 1923 à Kingston (État de New York, États-Unis) et mort le 10 novembre 2015 à Gulf Stream (Floride, États-Unis), est un chef d'orchestre américain et critique musical. Il est surtout connu pour son intime amitié de travail avec le compositeur russe Igor Stravinsky (naturalisé français en 1934, puis américain en 1945), une amitié qui résulta en un grand nombre d'enregistrements et de livres.